# Брамсель

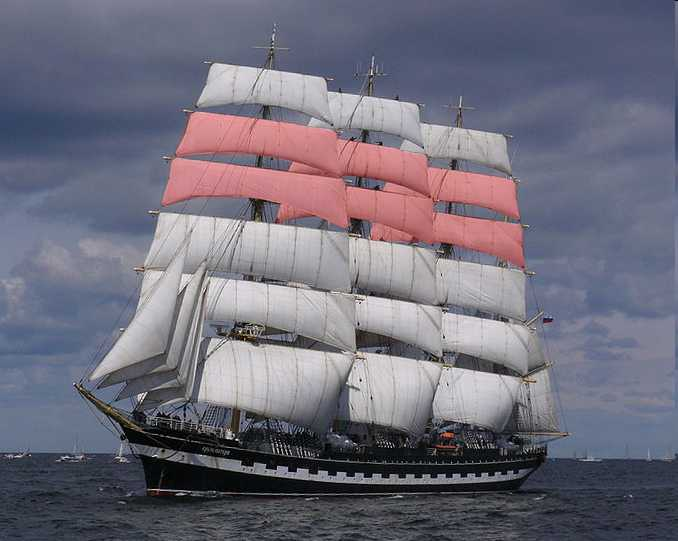
Розрізні брамселі барка «Крузенштерн» (виділено червоним). Видно фор-брамселі, грот-брамселі першої і другої грот-щогл. У барка відсутні крюйс-брамселі, бо на бізань-щоглі в цього типу вітрильників ставлять тільки косі вітрила.

Бра́мсель (від нід. bramzeil) — пряме вітрило, що ставиться на брам-реї над марселем. Залежно від приналежності до тієї чи іншої щогли брамсель відповідно отримує назву: на фок-щоглі — фор-брамсель, на грот-щоглі — грот-брамсель і на бізань-щоглі — крюйс-брамсель.
Над брамселем може підійматися вітрило 4-го ярусу — бом-брамсель.
Брамсель є летючим вітрилом, якщо його рея не споряджена топенантами і брасами.
На великих сучасних вітрильних суднах конструкцією можуть бути передбачені два брамселі — верхній і нижній (таке вітрило називається розрізним). Шхуни, що несуть на фок-щоглі брам-стеньгу з брамселем, називаються брамсельними шхунами.
Для кріплення шкотів брамселів (брам-шкотів) застосовувався брамшкотовий вузол.
Слабкий вітер, при якому можна підіймати верхні вітрила, називається «брамсельним».

## Розташування брамселів
| Розташування нерозрізних брамселів                 | Розташування розрізних брамселів |
|                                                    | |
| 1. крюйс-брамсель 2. грот-брамсель 3. фор-брамсель | 1. нижній крюйс-брамсель 2. верхній крюйс-брамсель 3. нижній грот-брамсель 4. верхній грот-брамсель 5. нижній фор-брамсель 6. верхній фор-брамсель |